# Saison 1976-1977 du FC Nantes
Maillots
Chronologie
Saison précédente Saison suivante
La saison 1976-1977 du FC Nantes est la 34e saison de l'histoire du club nantais. Le club est engagé dans deux compétitions : la Division 1 (14e participation) et la Coupe de France (34e participation).

## Effectif et encadrement

### Tableau des transferts
| Nom              | Nationalité | Poste     | Modalités | Provenance/Destination | Division                |
| ---------------- | ----------- | --------- | --------- | ---------------------- | ----------------------- |
| Arrivées         |             |           |           |                        |                         |
| Michel Bibard    | France      | Défenseur |           | FC Nantes rés.         | Division 3 - Ouest (D3) |
| Bruno Steck      | France      | Défenseur |           | FC Nantes rés.         | Division 3 - Ouest (D3) |
| Oscar Muller     | France      | Milieu    |           | FC Nantes rés.         | Division 3 - Ouest (D3) |
| Guy Lacombe      | France      | Attaquant |           | US Albi                | Division 3 - Sud (D3)   |
| Départs          |             |           |           |                        |                         |
| René Donoyan     | France      | Gardien   |           | Retraite sportive      |                         |
| Denis Mérigot    | France      | Attaquant | Prêt      | FC Lorient             | Division 2 - B (D3)     |
| Jean-Louis Bassi | France      | Attaquant |           | FC Nantes rés.         | Division 3 - Ouest (D3) |

## Matchs de la saison

### Division 1
| Date              | Journée | Adversaire               | Lieu | Score | Buteurs du FC Nantes                                       | Class. | Affluence |
| ----------------- | ------- | ------------------------ | ---- | ----- | ---------------------------------------------------------- | ------ | --------- |
| 6 août 1976       | J01     | FC Metz                  | Ext. | 2 - 1 | Rampillon 56e, Amisse 77e                                  |        | 13.520    |
| 13 août 1976      | J02     | Olympique de Marseille   | Dom. | 3 - 0 | Rampillon 36e 47e, Michel 70e                              |        | 18.322    |
| 18 août 1976      | J03     | SEC Bastia               | Ext. | 0 - 3 | -                                                          |        | 6.788     |
| 27 août 1976      | J04     | Troyes AF                | Dom. | 2 - 1 | Michel 8e, Van Straelen 18e                                |        | 14.568    |
| 7 septembre 1976  | J05     | FC Sochaux-Montbéliard   | Ext. | 6 - 2 | Baronchelli 5e 22e 37e, Pécout 11e, Amisse 57e, Michel 71e |        | 8.500     |
| 10 septembre 1976 | J06     | Angers SCO               | Dom. | 3 - 0 | Rampillon 42e, Pécout 50e 75e                              |        | 20.531    |
| 18 septembre 1976 | J07     | Stade rennais FC         | Ext. | 1 - 2 | Baronchelli 40e                                            |        | 15.371    |
| 24 septembre 1976 | J08     | AS Nancy-Lorraine        | Dom. | 3 - 1 | Amisse 17e 47e, Michel 86e                                 |        | 17.470    |
| 2 octobre 1976    | J09     | Lille OSC                | Ext. | 3 - 1 | Pécout 7e 65e, Amisse 30e                                  |        | 11.273    |
| 15 octobre 1976   | J10     | Paris Saint-Germain FC   | Dom. | 3 - 3 | Rampillon 64e 85e, Amisse 72e                              |        | 17.410    |
| 23 octobre 1976   | J11     | Olympique lyonnais       | Ext. | 0 - 2 | -                                                          |        | 27.833    |
| 29 octobre 1976   | J12     | Stade de Reims           | Dom. | 1 - 1 | Michel 85e                                                 |        | 23.127    |
| 6 novembre 1976   | J13     | Nîmes Olympique          | Ext. | 0 - 0 | -                                                          |        | 7.249     |
| 10 novembre 1976  | J14     | FC Girondins de Bordeaux | Dom. | 2 - 0 | Michel 80e, Sahnoun 89e                                    |        | 13.851    |
| 20 novembre 1976  | J15     | OGC Nice                 | Ext. | 2 - 1 | Gadocha 45e, Sahnoun 60e                                   |        | 9.754     |
| 27 novembre 1976  | J16     | Stade lavallois          | Dom. | 4 - 0 | Michel 15e, Amisse 21e, Barochelli 37e, Gadocha 60e        |        | 19.757    |
| 4 décembre 1976   | J17     | RC Lens                  | Ext. | 1 - 1 | Sahnoun 5e                                                 |        | 20.320    |
| 12 décembre 1976  | J18     | AS Saint-Étienne         | Ext. | 0 - 2 | -                                                          |        | 29.512    |
| 18 décembre 1976  | J19     | US Valenciennes-Anzin    | Dom. | 3 - 1 | Amisse 44e, Pécout 67e, Baronchelli 76e                    |        | 14.026    |
| 9 janvier 1977    | J20     | Olympique de Marseille   | Ext. | 1 - 1 | Sahnoun 57e                                                |        | 14.150    |
| 15 janvier 1977   | J21     | SEC Bastia               | Dom. | 3 - 1 | Bargas 84e, Michel 85e, Sahnoun 90e                        |        | 20.288    |
| 22 janvier 1977   | J22     | Troyes AF                | Ext. | 3 - 2 | Baronchelli 23e, Sahnoun 30e 38e                           |        | 10.600    |
| 29 janvier 1977   | J23     | FC Sochaux-Montbéliard   | Dom. | 2 - 1 | Sahnoun 58e, Bargas 63e                                    |        | 18.942    |
| 5 février 1977    | J24     | Angers SCO               | Ext. | 2 - 2 | Amisse 77e, Tusseau 87e                                    |        | 13.143    |
| 18 février 1977   | J25     | Stade rennais FC         | Dom. | 3 - 1 | Sahnoun 31e, Michel 36e, Bargas 77e                        |        | 15.785    |
| 26 février 1977   | J26     | AS Nancy-Lorraine        | Ext. | 0 - 3 | -                                                          |        | 15.474    |
| 5 mars 1977       | J27     | Lille OSC                | Dom. | 3 - 1 | Baronchelli 31e, Sahnoun 46e, Pécout 75e                   |        | 15.135    |
| 23 mars 1977      | J28     | Paris Saint-Germain FC   | Ext. | 1 - 0 | Pécout 35e                                                 |        | 45.540    |
| 2 avril 1977      | J29     | Olympique lyonnais       | Dom. | 3 - 0 | Sahnoun 13e, Rio 55e, Pécout 63e                           |        | 23.409    |
| 16 avril 1977     | J30     | Stade de Reims           | Ext. | 2 - 0 | Baronchelli 10e, Rio 17e                                   |        | 11.937    |
| 28 avril 1977     | J31     | Nîmes Olympique          | Dom. | 1 - 0 | Pécout 70e                                                 |        | 14.816    |
| 3 mai 1977        | J32     | FC Girondins de Bordeaux | Ext. | 2 - 1 | Baronchelli 43e, Sahnoun 65e                               |        | 17.559    |
| 7 mai 1977        | J33     | OGC Nice                 | Dom. | 6 - 1 | Michel 8e 38e, Pécout 28e 60e, Rio 70e, Amisse 87e         |        | 19.349    |
| 21 mai 1977       | J34     | Stade lavallois          | Ext. | 2 - 1 | Rio 14e, Sahnoun 82e                                       |        | 15.210    |
| 27 mai 1977       | J35     | RC Lens                  | Dom. | 1 - 1 | Amisse 65e                                                 |        | 17.482    |
| 1er juin 1977     | J36     | AS Saint-Étienne         | Dom. | 3 - 0 | Rio 16e, Baronchelli 68e, Sahnoun 82e                      |        | 25.455    |
| 4 juin 1977       | J37     | US Valenciennes-Anzin    | Ext. | 0 - 0 | -                                                          |        | 6.576     |
| 8 juin 1977       | J38     | FC Metz                  | Dom. | 3 - 2 | Tusseau 65e, Sahnoun 76e, Bossis 87e                       | 1      | 11.588    |

### Coupe de France
| Date                   | Tour                     | TV | Adversaire       | Niveau | Lieu   | Score      | Buteurs du FCN                                         | Affluence |
| ---------------------- | ------------------------ | -- | ---------------- | ------ | ------ | ---------- | ------------------------------------------------------ | --------- |
| Samedi 12 février 1977 | 1/32e de finale          |    | US Toulouse      | D2     | Neutre | 3 - 1      | Sahnoun 2e, Lacombe 38e, Tusseau 68e                   | 3.000     |
| Vendredi 11 mars 1977  | 1/16e de finale - aller  |    | Troyes AF        | D1     | Ext.   | 2 - 0      | Baronchelli 32e, Muller 87e                            | 10.000    |
| Samedi 19 mars 1977    | 1/16e de finale - retour |    | Troyes AF        | D1     | Dom.   | 4 - 2      | Rio 26e (pen.), Pécout 53e, Tusseau 73e, Rampillon 81e | 10.780    |
| Vendredi 8 avril 1977  | 1/8e de finale - aller   |    | RC Strasbourg    | D2     | Dom.   | 2 - 0      | Baronchelli 12e, Rio 83e (pen.)                        | 14.120    |
| Mercredi 13 avril 1977 | 1/8e de finale - retour  |    | RC Strasbourg    | D2     | Ext.   | 1 - 3      | Baronchelli 57e                                        | 24.031    |
| Jeudi 12 mai 1977      | 1/4 de finale - aller    |    | RC Lens          | D1     | Ext.   | 1 - 2      | Sahnoun 89e                                            | 21.898    |
| Mardi 17 mai 1977      | 1/4 de finale - retour   |    | RC Lens          | D1     | Dom.   | 1 - 0      | Amisse 68e                                             | 20.000    |
| Samedi 11 juin 1977    | 1/2 finale - aller       |    | AS Saint-Étienne | D1     | Dom.   | 3 - 0      | Lopez 5e (csc), Rio 30e (pen.) 69e (pen.)              | 25.500    |
| Mardi 14 juin 1977     | 1/2 finale - retour      |    | AS Saint-Étienne | D1     | Ext.   | 1 - 5 a.p. | Michel 91e                                             | 32.961    |

## Statistiques

### Statistiques collectives
| Compétition     | Débute au tour  | Termine    | Matches joués | Gagnés | Nuls | Perdus | Buts pour | Buts contre | Différence |
| --------------- | --------------- | ---------- | ------------- | ------ | ---- | ------ | --------- | ----------- | ---------- |
| Division 1      | -               | Champion   | 38            | 25     | 9    | 5      | 80        | 40          | +40        |
| Coupe de France | 1/32e de finale | 1/2 finale | 9             | 6      | 0    | 3      | 18        | 13          | +5         |
| Total           | -               | -          | 47            | 31     | 9    | 8      | 98        | 53          | +45        |

## Affluences
L'affluence à domicile du FC Nantes atteint un total :
- de 341 311 spectateurs en 19 rencontres de Division 1, soit une moyenne de 17 964/match.
- de 69 900 spectateurs en 4 rencontres de Coupe de France, soit une moyenne de 17 475/match.
- de 411 211 spectateurs en 23 rencontres toutes compétitions confondues, soit une moyenne de 17 879/match.

Affluence du FC Nantes à domicile